# Grande Prêmio do Brasil de 1979
Resultados do Grande Prêmio do Brasil de Fórmula 1 realizado em Interlagos em 4 de fevereiro de 1979. Segunda etapa da temporada, teve como vencedor o francês Jacques Laffite, que subiu ao pódio junto a Patrick Depailler numa dobradinha da Ligier-Ford, com Carlos Reutemann em terceiro pela Lotus-Ford.

## Resumo
Primeira dobradinha tanto da Ligier (a única da equipe) quanto da França na categoria.

## Classificação da prova
| Pos. | Nº | Piloto                | Construtor         | Voltas | Tempo/Diferença        | Grid | Pontos |
| ---- | -- | --------------------- | ------------------ | ------ | ---------------------- | ---- | ------ |
| 1    | 26 | Jacques Laffite       | Ligier-Ford        | 40     | 1:40:09.64             | 1    | 9      |
| 2    | 25 | Patrick Depailler     | Ligier-Ford        | 40     | + 5.28                 | 2    | 6      |
| 3    | 2  | Carlos Reutemann      | Lotus-Ford         | 40     | + 44.14                | 3    | 4      |
| 4    | 3  | Didier Pironi         | Tyrrell-Ford       | 40     | + 1:25.88              | 8    | 3      |
| 5    | 12 | Gilles Villeneuve     | Ferrari            | 39     | + 1 volta              | 5    | 2      |
| 6    | 11 | Jody Scheckter        | Ferrari            | 39     | + 1 volta              | 6    | 1      |
| 7    | 30 | Jochen Mass           | Arrows-Ford        | 39     | + 1 volta              | 19   |        |
| 8    | 7  | John Watson           | McLaren-Ford       | 39     | + 1 volta              | 14   |        |
| 9    | 29 | Riccardo Patrese      | Arrows-Ford        | 39     | + 1 volta              | 16   |        |
| 10   | 15 | Jean-Pierre Jabouille | Renault            | 39     | + 1 volta              | 7    |        |
| 11   | 14 | Emerson Fittipaldi    | Fittipaldi-Ford    | 39     | + 1 volta              | 9    |        |
| 12   | 18 | Elio de Angelis       | Shadow-Ford        | 39     | + 1 volta              | 20   |        |
| 13   | 22 | Derek Daly            | Ensign-Ford        | 39     | + 1 volta              | 23   |        |
| 14   | 17 | Jan Lammers           | Shadow-Ford        | 39     | + 1 volta              | 21   |        |
| 15   | 28 | Clay Regazzoni        | Williams-Ford      | 38     | + 2 voltas             | 17   |        |
| Ret  | 27 | Alan Jones            | Williams-Ford      | 33     | Sistema de combustível | 13   |        |
| Ret  | 9  | Hans-Joachim Stuck    | ATS-Ford           | 31     | Direção                | 24   |        |
| Ret  | 16 | René Arnoux           | Renault            | 28     | Rodou                  | 11   |        |
| Ret  | 20 | James Hunt            | Wolf-Ford          | 7      | Direção                | 10   |        |
| Ret  | 8  | Patrick Tambay        | McLaren-Ford       | 7      | Colisão                | 18   |        |
| Ret  | 5  | Niki Lauda            | Brabham-Alfa Romeo | 5      | Câmbio                 | 12   |        |
| Ret  | 6  | Nelson Piquet         | Brabham-Alfa Romeo | 5      | Acidente               | 22   |        |
| Ret  | 1  | Mario Andretti        | Lotus-Ford         | 2      | Pane seca              | 4    |        |
| Ret  | 4  | Jean-Pierre Jarier    | Tyrrell-Ford       | 0      | Pane elétrica          | 15   |        |
| DNQ  | 31 | Hector Rebaque        | Lotus-Ford         |        |                        |      |        |
| DNQ  | 24 | Arturo Merzario       | Merzario-Ford      |        |                        |      |        |

## Tabela do campeonato após a corrida
| Pos. | Piloto            | Pontos |
| ---- | ----------------- | ------ |
| 1    | Jacques Laffite   | 18     |
| 2    | Carlos Reutemann  | 10     |
| 3    | Patrick Depailler | 9      |
| 4    | John Watson       | 4      |
| 5    | Didier Pironi     | 3      |

| Pos. | Construtor   | Pontos |
| ---- | ------------ | ------ |
| 1    | Ligier-Ford  | 27     |
| 2    | Lotus-Ford   | 12     |
| 3    | McLaren-Ford | 4      |
| 4    | Tyrrell-Ford | 3      |
| 5    | Ferrari      | 3      |

- Nota: Somente as primeiras cinco posições estão listadas. As quinze etapas de 1979 foram divididas em um bloco de sete e outro de oito corridas onde cada piloto podia computar quatro resultados válidos em cada, não havendo descartes no mundial de construtores.